# Amy Lynn Baxter
Amy Lynn Baxter (6 de septiembre de 1967) es una actriz y modelo de desnudos estadounidense. Baxter también apareció en la revista Penthouse como Pet del Mes para junio de 1990.[cita requerida]

## Primeros años y carrera
Baxter creció en Plymouth, Massachusetts. Ha aparecido en Geraldo, The Montel Williams Show, y Maury.
Baxter ha aparecido en múltiples ocasiones en el Howard Stern Show y apareció en el número de Playboy "Women of Radio" en el nombre del show de Stern cuando Robin Quivers rechazó posar. Según un portavoz de la competencia, de Penthouse, no tenía constancia de su trabajo. Baxter también estuvo en la portada de la autobiografía de Stern, Private Parts.
Baxter apareció en la película de cine B Broadcast Bombshells con Debbie Rochon, interpretando el papel de la chica del tiempo y reportera de calle.

## Vida personal
Vivió una vez en la mansión de Max Baer, Jr. cuando tenía 17 años. Él, más tarde, la emparejó con James Woods, con quien salió durante varios meses. También salió con Ed Begley, Jr. y anunciaron que estaban comprometidos. El publicista de él negó el compromiso.